# مرد بی‌پایان: هایائو میازاکی
مرد بی‌پایان: هایائو میازاکی (انگلیسی: Never-Ending Man: Hayao Miyazaki) یک تلویزیون ژاپنی فیلم مستند محصول سال ۲۰۱۶ به کارگردانی کاکو آراکاوا است. این فیلم برنده انیماتور و فیلمساز هایائو میازاکی را دنبال می‌کند که در پی تصمیم برای بازنشستگی، از جمله مستندسازی تولید اولیه فیلم کوتاه ۲۰۱۸ او بورو کاترپیلار است.